# Cyclosa conica
Cyclosa conica (Pallas, 1772) è un ragno appartenente alla famiglia Araneidae.

## Descrizione

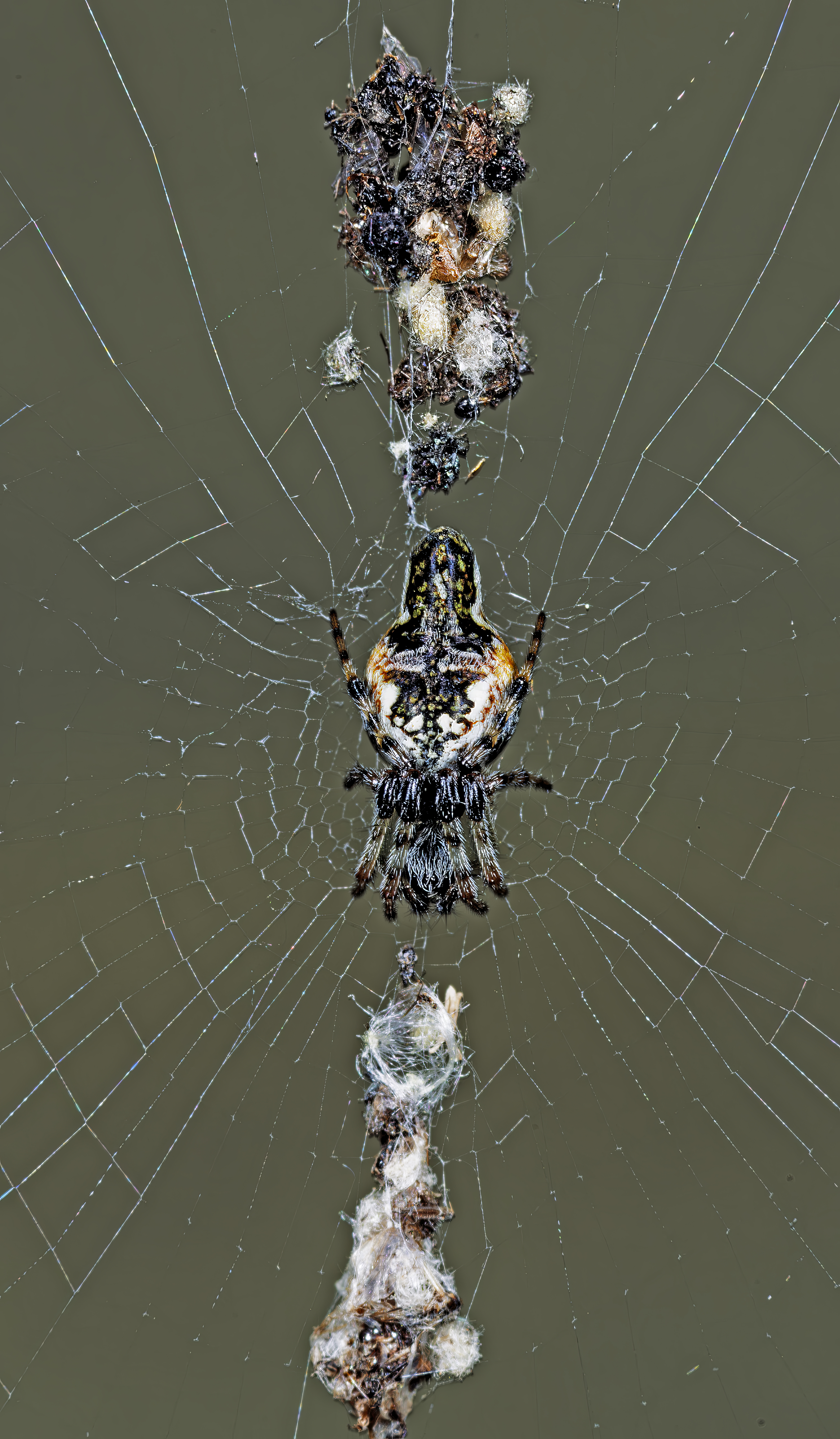
Femmina Cyclosa conica - lato dorsale della tela con esche.

Lascia resti e detriti lungo lo stabilimentum che fungono da esche. Sta al centro, con le zampe piegate, e quindi passa inosservato ai potenziali predatori.

## Distribuzione
La specie è stata rinvenuta in diverse località della regione olartica.

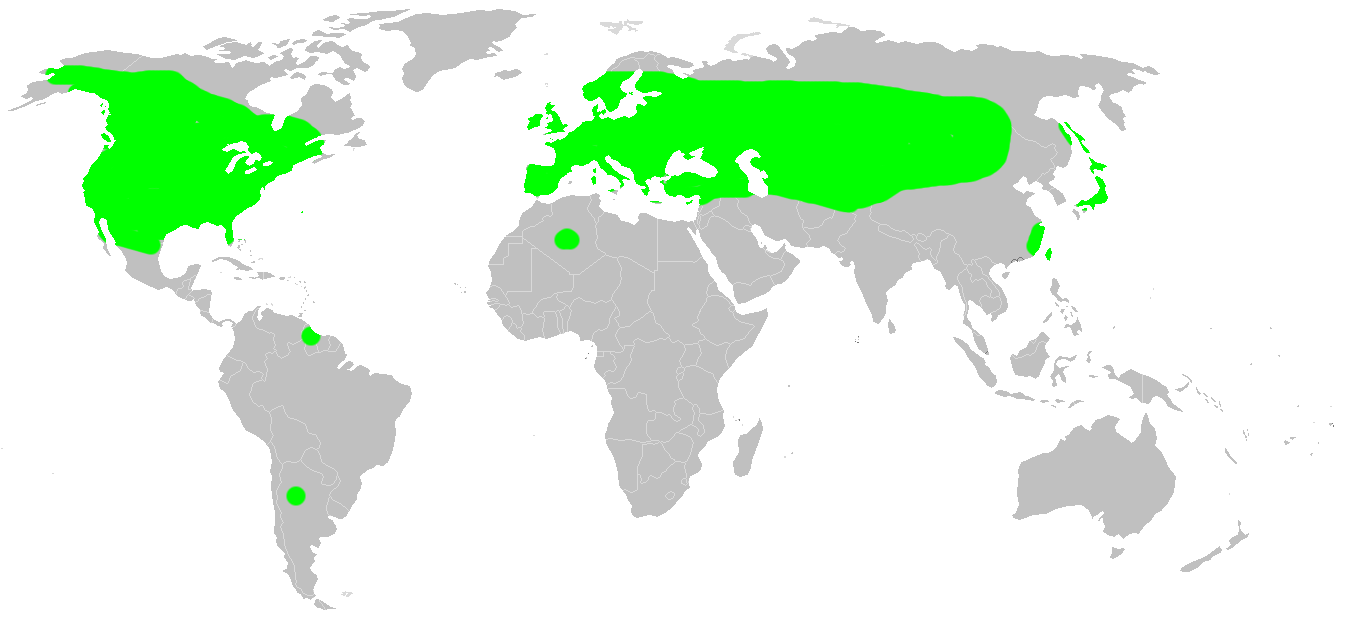
Areale della Cyclosa conica

## Tassonomia
È la specie tipo del genere.
Non sono stati esaminati esemplari di questa specie dal 2011.
Attualmente, a dicembre 2013, sono note sei sottospecie:
- Cyclosa conica albifoliata Strand, 1907 - Francia
- Cyclosa conica defoliata Strand, 1907 - Europa centrale
- Cyclosa conica dimidiata Simon, 1929 - Francia
- Cyclosa conica leucomelas Strand, 1907 - Europa centrale
- Cyclosa conica pyrenaica Strand, 1907 - Francia
- Cyclosa conica zamezai Franganillo, 1909 - Portogallo